# جزيرة أبو ظبي
جزيرة أبوظبي هي جزيرة مأهولة ممتدة في الخليج العربي، وتقع على الجزيرة مدينة أبو ظبي عاصمة دولة الإمارات العربية المتحدة وعاصمة إمارة أبو ظبي.